# Le Fenouiller
Le Fenouiller é uma comuna francesa na região administrativa da Pays de la Loire, no departamento de Vendéia. Estende-se por uma área de 17,81 km². Em 2010 a comuna tinha 4 928 habitantes (densidade: 276,7 hab./km²).